# Випускний колектор

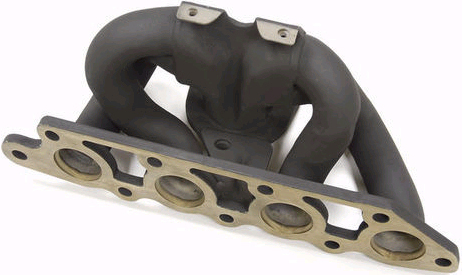
Цілісний випускний колектор

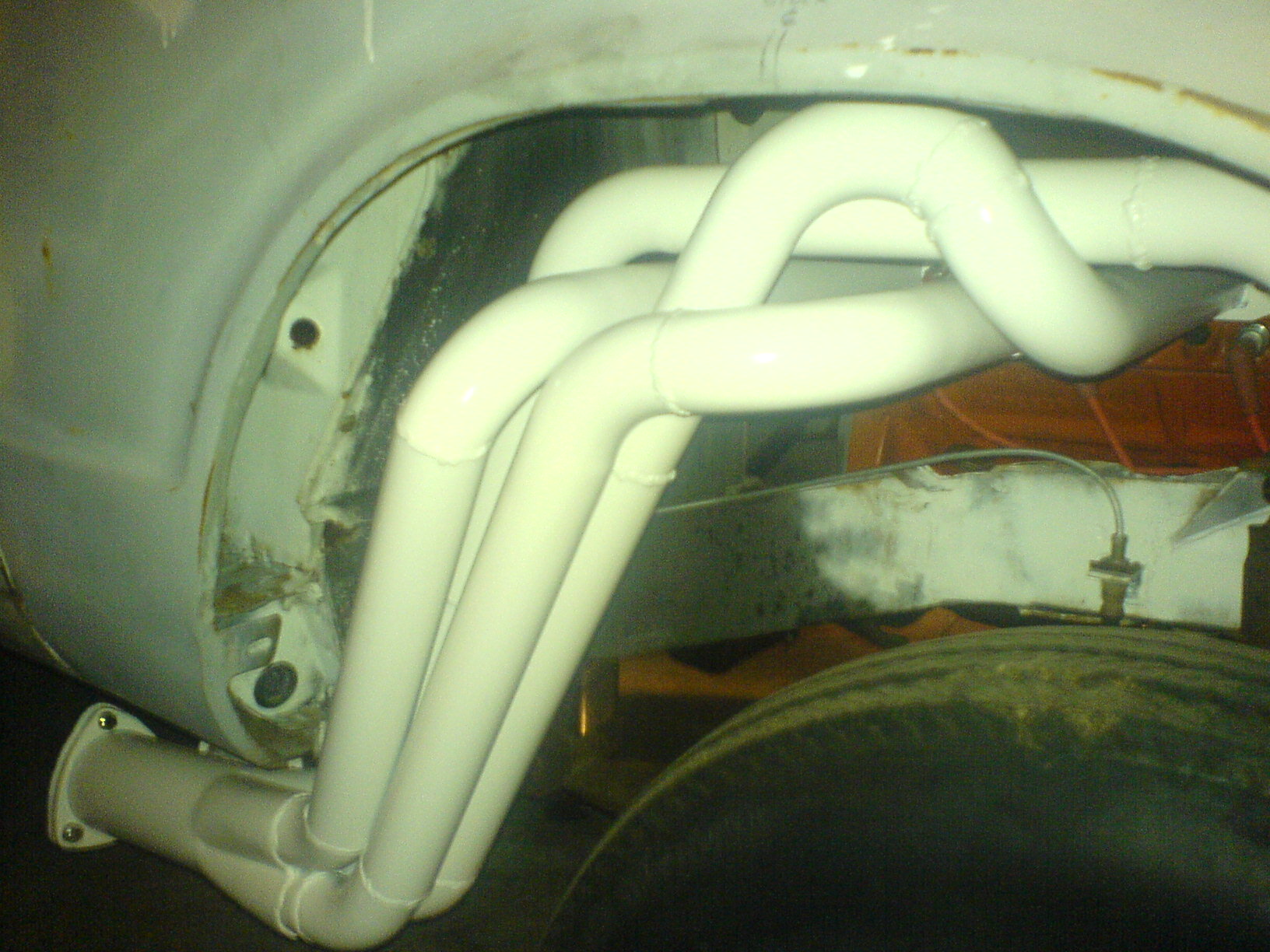
Трубчастий випускний колектор, виконаний за схемою 4-1

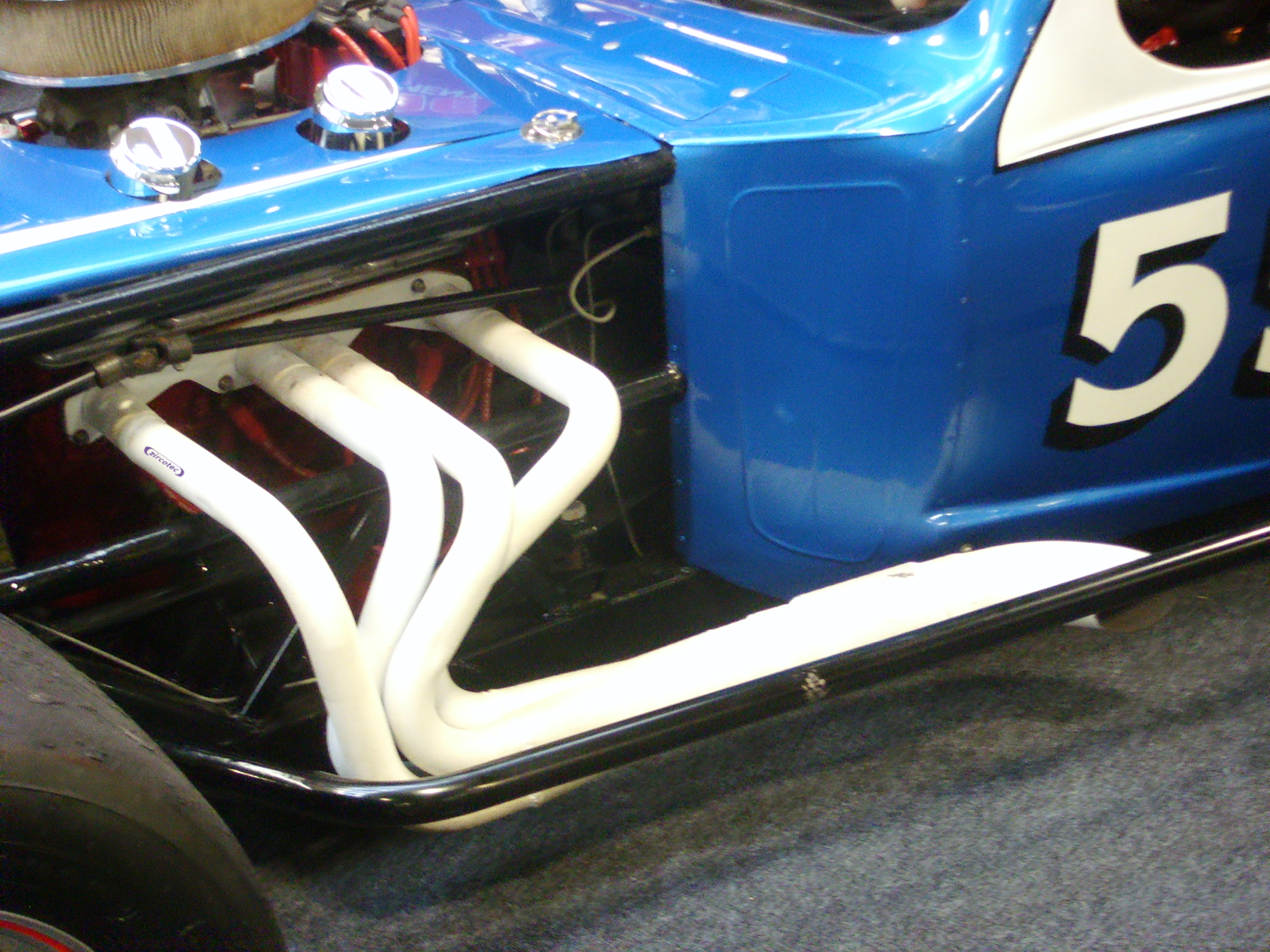
Трубчастий випускний колектор з кераміки

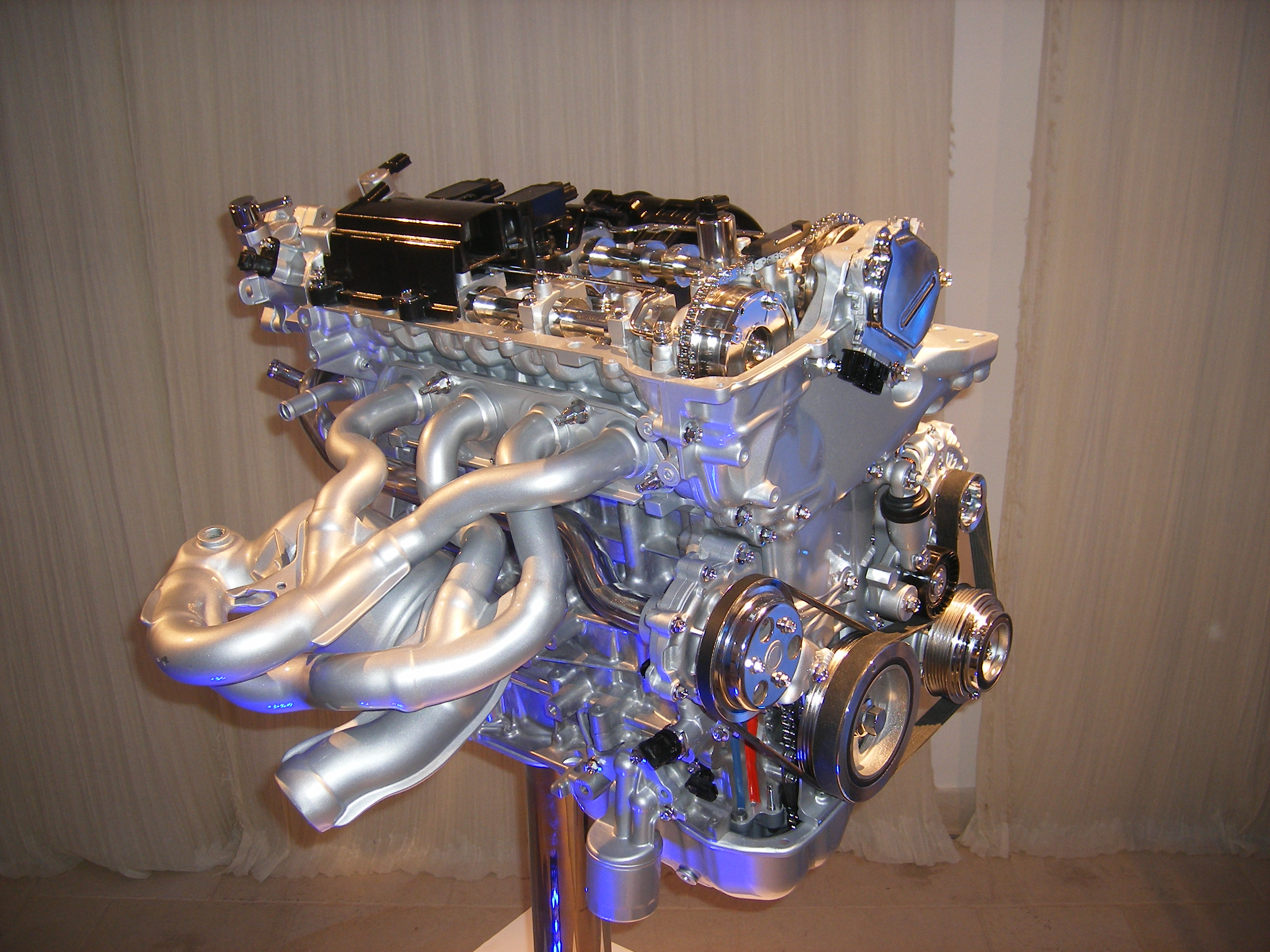
Двигун SKYACTIV-G з трубчастим випускним колектором, виконаним за схемою 4-2-1

Випускни́й коле́ктор (англ. Exhaust manifold) — конструктивний елемент випускної системи двигуна внутрішнього згоряння, що призначений для відведення відпрацьованих газів від окремих циліндрів у загальну трубу. Іншою функцією випускного колектора є забезпечення ефективного продування і наповнення камер згоряння.
Випускний колектор жорстко закріплений на головці блоку циліндрів. На виході до нього приєднується каталітичний нейтралізатор або труба випускної системи. Між випускним колектором і головкою блоку циліндрів встановлена прокладка, яка запобігає витоку відпрацьованих газів в підкапотний простір. Випускний колектор працює у важких умовах, що характеризуються високими температурою (до 1300 °С) і пульсуючим тиском.

## Різновиди випускних колекторів
Розрізняють два типи випускних колекторів — цілісний (монолітний) і трубчастий.
Цілісний колектор має короткі канали, які об'єднуються у спільну камеру. Виготовляється з жароміцного чавуну. Цілісний випускний колектор має низьку ефективність відведення відпрацьованих газів та продування камери згоряння, так як короткі канали створюють додатковий опір через пульсацію тиску газів від кожного циліндра. З іншого боку цільний випускний колектор простий у виготовленні та має низьку вартість.
На сучасні легкові автомобілі встановлюються в основному трубчасті випускні колектори, які є ефективними в діапазоні середніх і високих частот обертання двигуна, покращують характеристики його потужності. Трубчасті випускні колектори виготовляються з неіржавної сталі, рідше з кераміки. Для досягнення найкращих параметрів відводу відпрацьованих газів і продувки камер згоряння проводять оптимізацію довжини, діаметра труб та їх конфігурації.

## Конструктивні особливості
Рух відпрацьованих газів у випускній системі має коливний характер, в результаті чого утворюються резонуючі хвилі вихлопу. Коли закривається впускний клапан, в колекторі тиск знаходиться в межах норми, а в камері згоряння робоча суміш знаходиться під тиском. Після того, як відкрився випускний клапан, через велику різницю тисків утворюється хвиля. Вона відбивається від найближчої перешкоди (у звичайних авто це каталітичний нейтралізатор або резонатор) і повертається до циліндра. У певному діапазоні частот обертання ця хвиля підходить до одного з циліндрів до початку такту випуску, тим самим покращуючи умови спорожнення камер згоряння від вихлопних газів.
Для створення однакових і сприятливих умов роботи (випуску) кожного циліндра, випускні труби повинні бути, по перше, індивідуальними для кожного циліндра (для поділу циліндрів і створення стоячих хвиль на певних обертах), і по-друге, повинні бути однакової довжини, що і є причиною застосування конфігурацій у вигляді «павука» або «штанів» з труб.
Коротка труба випускного колектора дозволяє досягати резонансного ефекту, при якому забезпечється найкраще продування камер згоряння, на високих обертах двигуна. З довгою трубою навпаки, резонансний ефект досягається в області низьких частот обертання. При цьому довгі труби запобігають поверненню відпрацьованих газів у сусідні камери згоряння, в яких ще не закрилися випускні клапани.
Малий діаметр труби забезпечує високу швидкість руху відпрацьованих газів, при якій відбувається найкраще інерційне продування камери згоряння і досягається номінальний крутний момент на низьких та середніх обертах. З іншого боку труби малого діаметра створюють додатковий опір потоку при високих обертах двигуна. За допомогою труби великого діаметра отримують приріст потужності на високих обертах і зниження на низьких.
Поширення набули дві схеми трубчастих колекторів:
- схема 4-1 — чотири труби сполучаються в одну (короткий колектор);
- схема 4-2-1- чотири труби сполучені попарно і далі об'єднані в одну трубу (довгий колектор).

Трубчастий випускний колектор є важливим елементом тюнінгування автомобіля. Для однієї моделі автомобіля може пропонуватись декілька конструкцій випускних колекторів і, відповідно, досягатись різний ефект. Короткий колектор дає додаткову потужність у вузькому діапазоні частот обертання. Довгий колектор є універсальнішим, так як забезпечує приріст потужності і крутного моменту у широкому діапазоні обертів двигуна. Іноді на гоночних автомобілях випускний колектор відсутній — у кожного циліндра є своя вихлопна труба без глушника і каталітичного нейтралізатора, певної довжини.
Наприклад, випускний колектор за схемою 4-2-1 використовується на бензинових двигунах, які встановлюються на автомобілях Mazda за технологією SKYACTIV-G. Крім приросту потужності, в даних двигунах реалізовано вищий ступінь стиснення, а за рахунок поліпшеної вентиляції циліндрів усувається детонація в циліндрах.
Під час роботи двигуна випускний колектор нагріває повітря в підкапотному просторі, відповідно нагрівається повітря у впускний системі і знижується потужність. Для протидії даному явищу проводиться теплоізоляція впускного колектора. Розрізняють різні способи теплоізоляції: встановлення тепловідбивного кожуха, використання високотемпературного обплетення труб з жаротривких матеріалів, виконання колектора з подвійними стінками.